# Lobo de Mesquita
José Joaquim Emerico Lobo de Mesquita (?, 17??  — Rio de Janeiro, meados de abril de 1805) foi um compositor, organista e mestre de capela brasileiro, cuja procedência e formação permanecem desconhecidas. Sua trajetória biográfica é pouco documentada. Pardo forro, foi ainda alferes (atual segundo tenente, patente militar de suboficial). Viveu na Capitania de Minas Gerais no último quartel do século XVIII, num momento de decadência da mineração. Nos seus últimos anos viveu no Rio de Janeiro. Seja no Arraial do Tejuco (até 1798), em Vila Rica (possivelmente até 1800) ou no Rio de Janeiro (até 1805), atuou como organista da Venerável Ordem Terceira do Carmo. Sua obra contempla tão somente o gênero da música sacra. 
No século XX, a reconstrução da sua memória se deu graças às pesquisas de Curt Lange. 
É patrono da quarta cadeira da Academia Brasileira de Música.

## Biografia
O primeiro registro seguro sobre José Joaquim Emerico Lobo de Mesquita, considerado por Curt Lange, é de 1765, quando foi citado num dos livros de pagamentos do Senado junto à Comarca do Serro do Frio. A próxima aparição, segundo Sérgio Pires, só se dá em 1774, quando recebeu o pagamento de 37 oitavas de ouro por sua regência da música para o Corpus Christi em Serro. A maior parte dos registros subsequentes não diz nada sobre sua pessoa, e o mostram apenas recebendo pagamentos ou fazendo contratos para apresentações e encomendas de composições.  Permaneceu no Serro até cerca de 1776, e então, por motivos desconhecidos, mudou-se para o Arraial do Tejuco (atual Diamantina). Provavelmente ali tenha composto sua obra mais antiga conhecida, a Missa para Quarta-Feira de Cinzas (1778).
No Tejuco ligou-se à Irmandade do Santíssimo Sacramento, que funcionava na igreja de Santo Antônio, atuando com ela entre 1783 e 1798. Porém, trabalhou para outros templos locais, como a Igreja de Nossa Senhora das Mercês, e desempenhou um cargo administrativo na Confraria de Nossa Senhora das Mercês dos Homens Crioulos entre 1788 e 1789. A partir de 1783 é citado como organista da Matriz de Santo Antônio, onde provavelmente foi o responsável pela instalação do órgão construído pelo padre Manuel de Almeida Silva. Ingressando na Ordem Terceira de Nossa Senhora do Carmo em 1789, também para ela trabalhou como organista, usando outro instrumento construído por Almeida Silva, e que ainda sobrevive. Entre 1792 e 1792 desempenhou cargos administrativos na Irmandade de Nossa Senhora do Amparo e compôs um oratório para a Semana Santa. Na mesma vila foi alferes do Terço da Infantaria dos Pardos e compôs outras peças sacras. Também deu aulas.
Em Vila Rica (atual Ouro Preto), para onde foi em 1798 por prováveis problemas financeiros, ingressou na Ordem Terceira de Nossa Senhora do Carmo, para a qual deu seus maiores esforços, e teve a experiência de conhecer outros importantes compositores da região, como Marcos Coelho Neto (pai e filho), Francisco Gomes da Rocha, Florêncio José Ferreira Coutinho e Jerônimo de Souza Lobo. Em Vila Rica regeu a música para o tríduo do período 1798-1799 na Igreja Matriz de Nossa Senhora do Pilar, e as Quarenta Horas, do período seguinte (1800-1801). [carece de fontes?]
Em torno de 1800 deixou a vila e partiu para o Rio de Janeiro, deixando como seu sucessor Francisco Gomes da Rocha. A partir de 1801 é registrado como organista nas missas da igreja da Ordem Terceira do Carmo, recebendo o salário de 40 mil réis. Faleceu poucos anos depois, em 1805, na mesma cidade.

## Obra

### Contexto e estilo

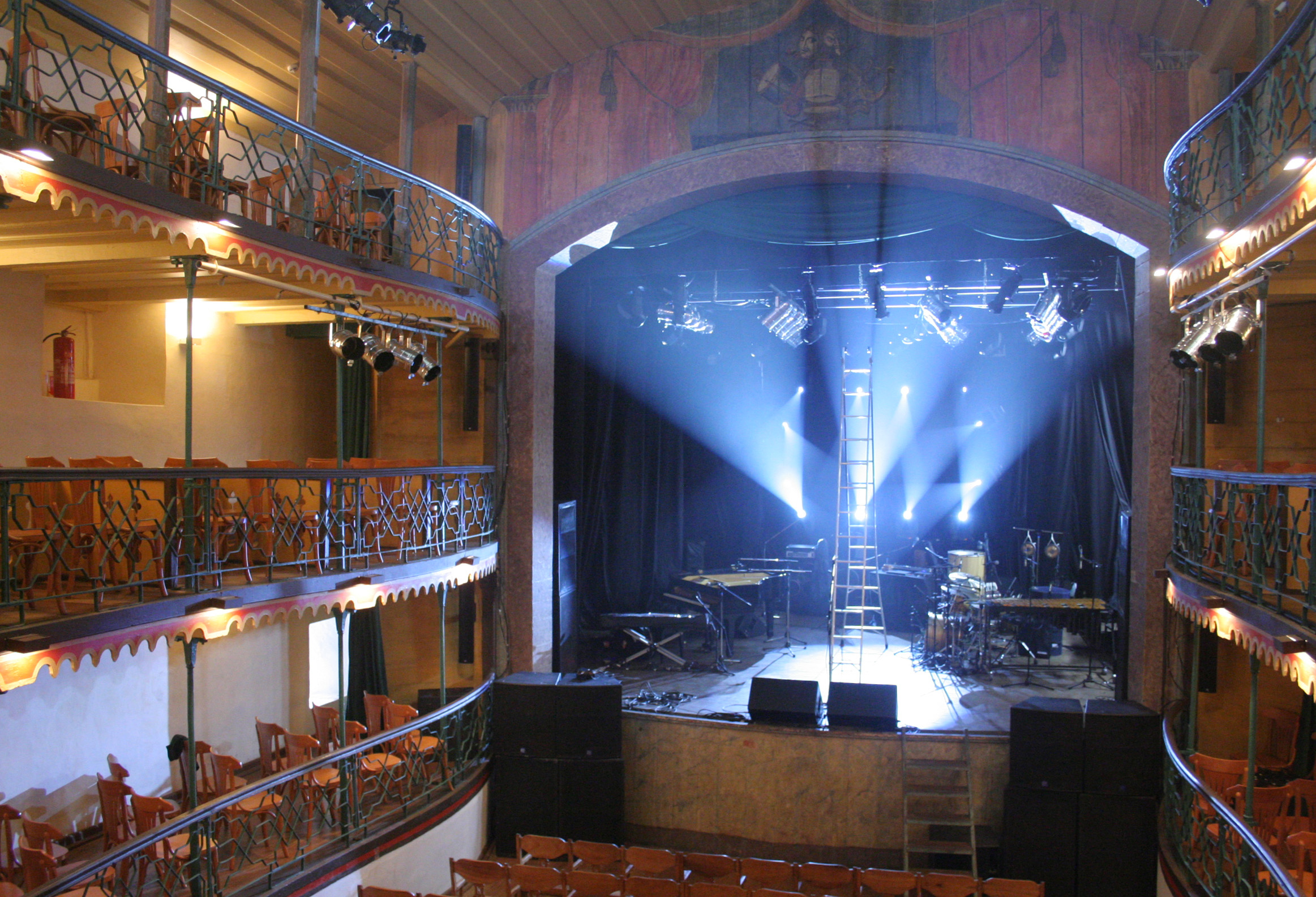
Interior do Teatro de Ouro Preto.

A música na região de Minas até o início do século XVIII era realizada em caráter amador, pois a área estava foi povoada em uma época tardia em relação à ocupação do litoral. Os primeiros sinais de profissionalização dos músicos aparecem entre 1710 e 1720, quando começam a chegar músicos experimentados de Portugal, atraídos pelo rápido crescimento econômico da região e o consequente florescimento de todas as artes, formando-se prósperas irmandades ligadas às igrejas, que se responsabilizavam pela sua música sacra, bem como pela construção e ornamentação dos templos. O contexto mineiro foi peculiar na história brasileira, pois ali foram descobertas ricas minas de ouro e diamantes - e daí o nome que se deu à região, as Minas Gerais - estimulando um rápido desenvolvimento em todos os sentidos, formando-se uma elite urbana que patrocinava a cultura, as artes visuais e a música em variadas situações, como no culto religioso, nas cerimônias e festejos públicos e mesmo no privado dos solares senhoriais, surgindo até condições de se representarem óperas em alguns teatros, dos quais o de Ouro Preto, a antiga Vila Rica, é o mais importante, e o mais antigo teatro das Américas ainda em funcionamento.
Segundo Pires, apesar dessa grande atividade, a maior parte da música produzida na região até meados do século XVIII provavelmente era importada de Portugal ou dos grandes centros brasileiros como Salvador e o Rio, com muitas orquestras e grupos de câmara mas poucos compositores ativos. Mesmo o sistema de contratação de obras era pouco consistente até o meio do século, e somente a partir de 1760 se iniciou o hábito de se proceder a leilões (concorrências públicas) para a contratação dos serviços musicais para todo um ano, dando uma perspectiva de estabilidade aos músicos e criando condições para uma organização em larga escala da vida musical, sendo sujeita a uma série de regras especiais. Ao mesmo tempo, a profissionalização também fomentou a competição entre as irmandades e ordens terceiras e as instâncias civis, desejando cada qual mais abrilhantar as funções que patrocinavam, a fim de se distinguirem umas das outras e se possível sobrepujar seus concorrentes. De fato, muitas irmandades passaram a manter orquestras estáveis com este fim, criando escolas diferenciadas, e estimulando seus músicos a criar obras novas a cada ocasião. Esta pressão constante forçou os músicos locais ao estudo aprofundado da composição e a uma rápida atualização em relação aos progressos estéticos europeus, na época tendendo para o Neoclassicismo, quando até então em Minas prevalecia, ao que parece, um estilo musical arcaico, ainda devedor do Renascimento, praticamente pulando a etapa intermédia do Barroco, que deu incontáveis frutos de grande significado na Europa por um longo período, e, ao que se sabe por fontes literárias, também em alguns pontos do litoral. Disso resulta que o estilo musical da Escola de Minas, como se chamou a produção regional até o início do século XIX, é uma original síntese de referenciais em que os sinais do Barroco tendem a desaparecer e a herança do Renascimento, antes cultivada, já não deixa traços, dirigindo-se decididamente para o Neoclassicismo, fortemente influenciado por Boccherini, Piccinni, Perez e Sacchini, italianos, e Pleyel, Mozart e Haydn, da escola germânica, entre outros, e incorporando mesmo alguns elementos pré-Românticos derivados do bel canto italiano de Rossini, Paisiello e Cimarosa. Foi neste ambiente que Lobo de Mesquita atuou, e foi neste estilo formado localmente que deixou sua produção.
Do Barroco são visíveis especialmente o uso da técnica da "pintura de palavras", a expressão da teoria dos afetos barroca, corpo doutrinal que estabelecia convenções, muito com base da arte da retórica, para a representação musical dos diversos estados de espírito, buscando efeitos específicos na audiência. Outras características barrocas são a preferência por movimentos de dinâmica muito contrastante entre as seções; o dramatismo, a instrumentação, e o uso do baixo contínuo, que no Classicismo europeu se tornou obsoleto. Do Classicismo ele adotou principalmente as estruturas formais, o sistema harmônico, muito mais simplificado em relação ao Classicismo, e que tem grande peso no efeito final de suas criações, e o escasso emprego das técnicas polifônicas, preferindo texturas homofônicas típicas da vanguarda de seu tempo.

### Fortuna crítica
Em vida foi músico prestigiado, membro de várias irmandades, e recebeu encomendas de órgãos oficiais. Um de seus ofícios de defuntos foi apresentado na vila de Caeté, em 25 de janeiro de 1827, em memória da Imperatriz Leopoldina, o que mostra que o compositor era ainda reconhecido e lembrado mais de vinte anos depois do seu falecimento. 
No entanto, depois ele foi bastante esquecido no Brasil em geral, embora muitas de suas obras fossem copiadas ao longo do século XIX até meados do século XX, mostrando que ainda era apreciado por alguns grupos, permanecendo conhecido na região de Minas até os dias de hoje, onde peças selecionadas continuaram ininterruptamente no repertório de orquestras centenárias ligadas às irmandades, mas disse Paulo Castagna que até os anos 40 em geral só se pensava nele como organista. A partir de então começaram a ser encontrados alguns manuscritos, e especialmente com a publicação de La música en Minas Gerais: un informe preliminar (1946), de Curt Lange, sua obra passou a receber atenção dos especialistas. Porém, grande parte de sua produção, estimada em cerca de 500 composições, se perdeu, sobrevivendo cerca de 85.  Dessas, cerca de vinte têm sua autoria questionada no catálogo temático de sua obra realizado por Maria Inês Guimarães e publicado em 1996 na França. Até 2006, quando Costa escreveu sua dissertação de mestrado, haviam sido descobertos 12 manuscritos autógrafos (além das cópias realizadas por outros) que se encontram em sua maioria no Museu da Música de Mariana.
Hoje é tido pelo consenso dos estudiosos como um dos mais destacados compositores do período colonial e provavelmente o mais insigne representante da Escola de Minas, mas ainda falta muito por conhecer de sua vida e obra.

## Lista de composições

### Música vocal

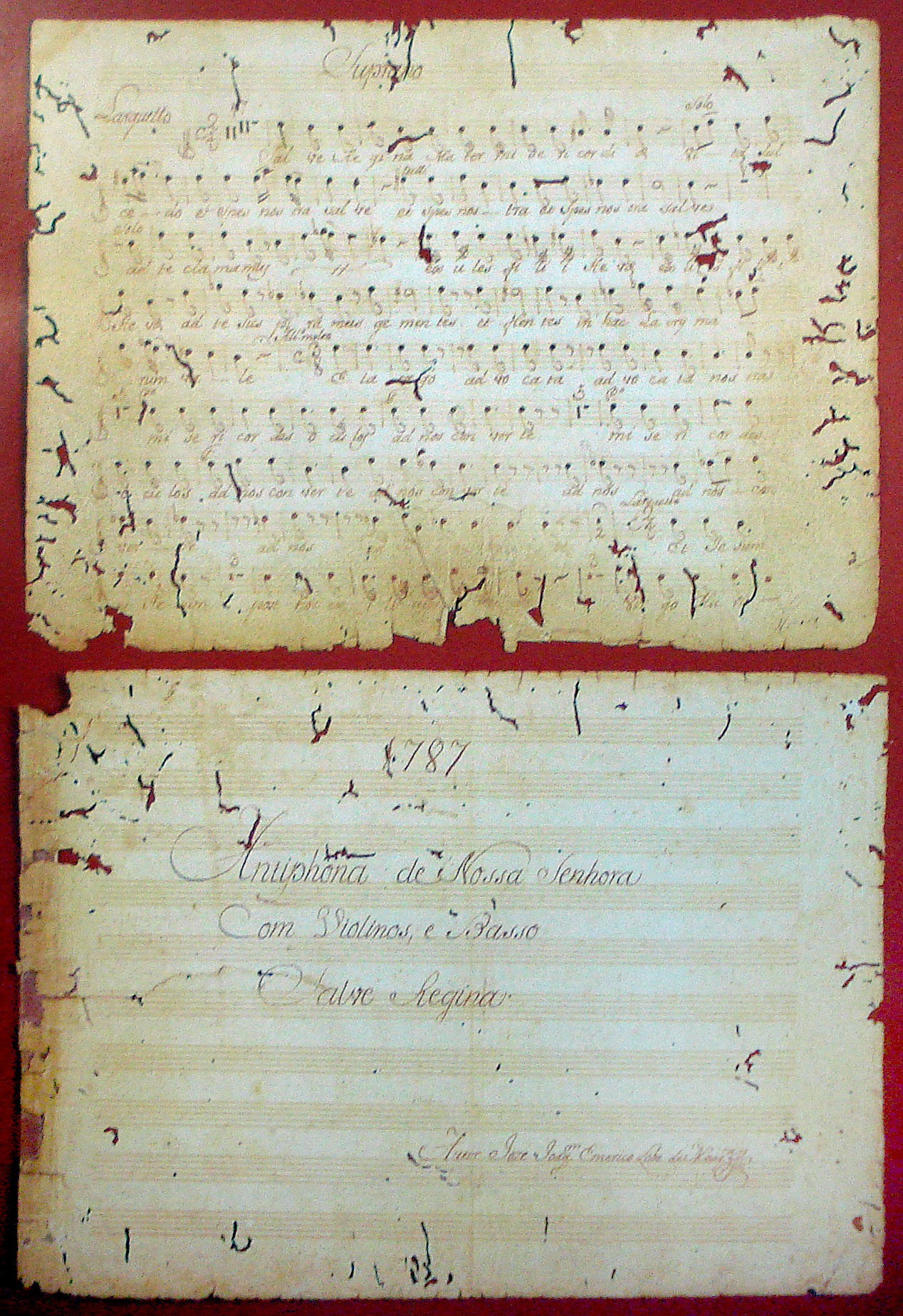
Partitura autógrafa do Salve Regina

- Missa para Quarta-Feira de Cinzas, para solistas, coro misto, violoncelo e órgão (1778)
- Regina caeli laetare (1779)
- Missa em fá nº 2, para solistas, coro misto e cordas (1780)
- Missa em mi bemol nº 1, para solistas, coro misto e cordas (1782)
  1. Kyrie eleison
  2. Christe eleison
  3. Et in terra pax
  4. Laudamus te
  5. Gratias
  6. Domine Deus
  7. Qui tollis
  8. Suscipe
  9. Qui sedes
  10. Quoniam
  11. Cum Sancto Spiritu
- Dominica in Palmis (1782)
- Ofício e Missa para Domingo de Ramos (1782)
- Tercio, para 4 vozes e cordas (1783)
- Tractus para o Sábado Santo (1783)
  1. Cantemus Domino
  2. Vinea facta est
  3. Attende cælum
  4. Sicut cervus
- Vésperas de Sábado Santo (1783)
- Antiphona de Nossa Senhora (1787)
- Salve Regina (1787)
- Antífonas para Quarta e Quinta-feira Santas
- Antífonas para Quarta, Quinta e Sexta-feira Santas
- Ária ao Pregador - Ave Regina
- Ave Regina coelorum
- Beata Mater
- Credo em dó, para 4 vozes e cordas
- Credo em fá
- Christus factus est e Ofertório
- Diffusa est gratia, concerto para solistas, coro misto e cordas
- Domingo da Ressurreição
- Heu Domine, para a procissão do Enterro do Senhor
- Heus, para a Procissão do Enterro do Senhor
- In honorem Beatae Mariae (Ladainha)
- In pacem in idipsum
- Ladainha alternada
- Ladainha de Nossa Senhora do Carmo
- Ladainha do Senhor Bom Jesus de Matosinhos
- Laudate Dominum, para o Sábado de Aleluia
- Matinas de Natal
- Magnificat
- Magnificat alternado
- Memento a quatro, em sol menor
- Missa concertada e Credo
- Missa de Sábado Santo e Magnificat
- Missa de Santa Cecília
- Missa de Réquiem
- Novena das Mercês
- Novena de Nossa Senhora da Conceição
- Novena de Nossa Senhora do Rosário
- Novena de São Francisco de Assis
- Novena de São José
- Ofício das violetas
- Officium defunctorum
- Ofício e Missa de Defuntos
- Ofício de Semana Santa, para 4 vozes e cordas
- Ofício de defuntos ("Ofício das violetas"), para 4 vozes e cordas
- Ofício de defuntos nº 2, para solistas, coro misto, violoncelo e órgão
- Paixão, Bradados e Adoração da Cruz, para Sexta-feira Santa
- Procissão de Ramos - Cum appropinquaret
- Responsório de Santo Antônio - Si quaeris miracula
- Salmo nº 112 - Laudate Pueri
- Setenário de Nossa Senhora das Dores
- Sequência Stabat Mater
- Te Deum, para 4 vozes e cordas
- Te Deum, em lá menor
- Te Deum em ré

### Música para órgão
- Difusa est Gratia Tércio
- Domine, tu mihi lavas pedes